# Канович, Григорий
Григо́рий Семёнович Кано́вич (в документах Яков Семёнович Канович; 18 июня 1929, Ионава — 20 января 2023, Тель-Авив) — русский писатель, поэт, драматург, переводчик и сценарист. Народный депутат СССР (1989—1991).

## Биография и творчество
Родился в семье портного Соломона Давидовича (Шлейме Довидовича) Кановича (1901—?) и Хены Симоновны Канович (урождённой Дудак, 1903—1968); родным языком писателя был идиш. Вместе с матерью был в начале войны эвакуирован в колхоз Тонкорес Джувалинского района Джамбулской области Казахской ССР, оттуда в Еманжелинские угольные копи; отец служил на фронте.
В 1953 году окончил историко-филологический факультет Вильнюсского университета.
Печатается с 1949 года. Автор сборников стихов («Доброе утро», 1955; «Весенний гром», 1960) и литературных эпиграмм и пародий («Весёлым глазом», 1964; «Нагие на Олимпе», 1981), рассказов, повестей и романов. Кановичу принадлежат около 30 пьес и киносценариев (некоторые в соавторстве) на темы современности. Выступал и как переводчик художественной прозы с литовского языка и идиша на русский язык. В 1990-е годы пробовал писать прозу на идише, но был опубликован лишь единственный рассказ. Автор сценария пяти художественных фильмов, из которых три были написаны на литовском языке и поставлены на Литовской киностудии.
Проза Кановича почти вся посвящена жизни литовского еврейства. Тема нравственных исканий еврейского мальчика из литовского местечка (повести «Я смотрю на звёзды», 1959; «Личная жизнь», 1967) развивается в трилогии «Свечи на ветру» (романы: «Птицы над кладбищем», 1974; «Благослови и листья, и огонь», 1977; «Колыбельная снежной бабе», 1979). В трилогии (действие происходит в 1937—1943 годах) воссозданы традиционный мир и духовность восточноевропейского еврейства. События, даже самого крупного масштаба (например, Холокост), даны через восприятие подростка, а затем юноши, из-за чего романы по своему строю порой напоминают лирический дневник. Эпическое, философское начало преобладает в цикле романов, посвящённых жизни еврейского местечка конца XIX — начала XX веков («Слёзы и молитвы дураков», 1983; «И нет рабам рая», 1985; «Козленок за два гроша», 1987). Национальное своеобразие романов (тип мышления героев, восходящий к структуре талмудической диалектики, их речь) и проблемы, поднятые в них (стремление еврейских масс к национальному самосохранению, чувство ответственности за этическую и этническую самобытность народа, тенденция части интеллигенции отказаться от своего народа ради карьеры, ассимиляция), определили популярность и злободневность этих произведений для советских евреев. Стиль Кановича — лиризм в соединении с иронией и метафоричностью — придает его романам (особенно последнему циклу) характер притчи, а афористическая, насыщенная меткими каламбурами речь героев, в которой ощущаются интонации и строй языка идиш, восходит к русско-еврейской литературе 1910—1920-х годов.
В 1997 году в журнале «Октябрь» печатался роман Кановича «Парк забытых евреев» (№ 4-5), в 1999 году — «Шелест срубленных деревьев» (№ 7-8); в 2002 году вышла книга Кановича «Лики во тьме» (Иерусалим).

Канович писал о судьбе еврейского народа, о его взаимоотношениях с литовской и русской культурой. В центре его произведений — «маленький человек», упорно противостоящий злу и для автора воплощающий в себе человека вообще. <…> Повествование Кановича многопланово, метафорично. Многое напоминает притчу. Выдвигая на первый план этические и национальные вопросы, он стремится служить постепенному приближению человека к добру.
— Вольфганг Казак
Репатриировался в Израиль в 1993 году (жил в Бат-Яме). Здесь вышли книги «Лики во тьме», «Продавец снов» и роман «Очарование сатаны». Пятитомное собрание сочинений Григория Кановича с параллельным переводом на литовский язык вышло в 2014 году.
Скончался 20 января 2023 года в Тель-Авиве.

## Общественная деятельность
В 1989—1993 годах возглавлял еврейскую общину Литвы. Избирался народным депутатом СССР (1989—1991).

## Признание
За заслуги в области культуры награждён одним из высших орденов Литвы — Командорским крестом орденом Великого князя Литовского Гядиминаса (1995).
Лауреат премии Союза писателей Израиля.
Лауреат Премии Правительства Литвы в области культуры и искусства (2010).
За утверждение гуманистических ценностей в литературе удостоен Национальной премии Литвы по культуре и искусству 2014 года. Премия была вручена президентом Литвы Далей Грибаускайте 15 февраля 2015 года. Одновременно с Кановичем премия была вручена киноактёру Регимантасу Адомайтису, актрисе Неле Савиченко, писателю и литературному критику Валентинасу Свянтицкасу, архитектору Роландасу Палякасу, фотохудожнику Альгирдасу Шяшкусу.

## Семья
Жена — Ольга Макаровна Канович, редактор (в том числе в журнале «Литва литературная»). Сыновья Дмитрий и Сергей.

## Сочинения

### Романы
- Птицы над кладбищем, 1974
- Благослови и листья, и огонь, 1977
- Свечи на ветру, 1979
- Колыбельная снежной бабе, 1982
- Слёзы и молитвы дураков, 1983
- И нет рабам рая, 1985
- Козлёнок за два гроша, 1989
- Улыбнись нам, Господи, 1989
- Не отврати лица от смерти, 1993
- Парк забытых евреев, 1997
- Очарованье сатаны, 2007
- Местечковый романс, 2013

### Повести
- Я смотрю на звёзды, 1959
- Личная жизнь, 1967
- Дважды два, 1984
- Шелест срубленных листьев, 1999

### Стихи
- Доброе утро. Вильнюс: Гослитиздат, 1955.
- Весенний гром. Вильнюс: Гослитиздат, 1960.
- Нагие на Олимпе: Пародии и эпитафии. Вильнюс: Вага, 1981.

### Сценарии
- Раны земли нашей (1970) — с Эдвардасом Улдукисом
- Подводя черту (1973) — с Саулюсом Шальтянисом
- Долгое путешествие к морю (1976) — с Исааком Фридбергом
- Гнездо на ветру (1979) — с Исааком Фридбергом
- Лесные фиалки (1980) — с Исааком Фридбергом
- Пожелай мне нелётной погоды (1980) — с Исааком Фридбергом